# Solenostomus leptosoma
Псевдоіглиця делікатна (Solenostomus leptosoma) — вид несправжніх іглиць (Solenostomidae).
Поширена в коралових рифах на заході Тихого океану від Японії до Австралії на глибині до 15 м.
Максимальна довжина 10 см.

## Ресурси Інтернету
- Froese R., Pauly D. (eds.) (2013). Solenostomus leptosoma на FishBase. Версія за January 2013 року.